# Прапор Ярославської області

Прапор Ярославської області

Прапор Ярославської області є символом Ярославської області. Прийнято 27 лютого 2001 року.

## Опис
Прапор Ярославської області — прямокутне полотнище жовтого кольору зі співвідношенням ширини до довжини 2:3. У центрі його зображення чорного здибленого ведмедя, що тримає лівою лапою на лівому плечі срібну сокиру із червленим (червоним) ратищем.